# 小菲伦
小菲伦（德語：Klein Vielen）是德国梅克伦堡-前波美拉尼亚州的市镇，隶属于梅克伦堡湖区县。总面积为45.63平方千米，截至2023年12月31日总人口为644人。